# Jaroslav Hasnedl
Jaroslav Hasnedl (20. května 1932 – leden 2012) byl český a československý politik a poúnorový bezpartijní poslanec Národního shromáždění ČSSR.

## Biografie
Ve volbách roku 1960 byl zvolen do Národního shromáždění ČSSR za Západočeský kraj jako bezpartijní kandidát. V parlamentu setrval až do konce funkčního období, tedy do voleb roku 1964. V lednu 2012 se uvádí, že zemřel Jaroslav Hasnedl, narozený roku 1932, bytem Sušice.